# ژان-فرانسوا دو سار
ژان-فرانسوا دو سار (فرانسوی: Jean-François De Sart‎؛ زادهٔ ۱۸ دسامبر ۱۹۶۱) بازیکن سابق و مربی فوتبال اهل بلژیک است.
از باشگاه‌هایی که در آن بازی کرده‌است می‌توان به باشگاه فوتبال اندرلشت اشاره کرد.
وی همچنین در تیم ملی فوتبال بلژیک بازی کرده‌است.